# Свети хълм на Белмонте
Светият хълм на Белмонте (на италиански: Sacro Monte на Belmonte) е разположен на хълм, издигащ се на 727 метра надморска височина на територията на община Валперга в Метрополен град Торино, Северна Италия. Част е от Светите хълмове на Пиемонт и Ломбардия – сериен обект, включен през 2003 г. от ЮНЕСКО в Списъка на обектите на световното културно и природно наследство. Хълмът се състои от 13 параклиса на Кръстния път, които обграждат светилището. 
Районът, в който се намира, е част от по-голям природен резерват на регион Пиемонт, администриран от един от неговите служби.

## Място
Мястото съчетава елементи от натуралистичен интерес (поради наличието на необичайно качество червен гранит, поради горското наследство и поради внушението за грандиозна панорама, която се простира върху голяма част от територията на Пиемонт) и елементи от археологически и исторически интерес. Всъщност са открити следи от древна праисторическа култура, датираща от Бронзовата епоха, а разкопките, извършени през 80-те години на XX век, изваждат на бял свят останките от укрепено лангобардско селище от VII век, както се вижда от два умбона на щитове, един от като параден, бронзов леген, кръстообразна фибула, увенчана с гълъб.

## История
Въпреки че традицията гласи, че Ардуин от Ивреа е наредил изграждането му, за да благодари на Дева Мария за чудотворното изцеление, което е получил в Ивреа през 1002 г., когато е бил сериозно болен, в действителност първата религиозна сграда в Белмонте е построена около 1000 г. благодарение на група бенедиктински монахини от близкия манастир в Бузано, основан от Емерико Дро за дъщеря му Либания, под защитата на Абатство Фрутуария в Сан Бениньо Канавезе, което два века по-късно получава юрисдикцията над него.
Бенедиктинките остават там до 1601 г., когато по силата на разпоредби, издадени след Трентския събор, е решено женските манастири да не се поставят в отдалечени места. Документ, съхраняван във Валперга, разказва за чудодейно събитие, случило се точно в деня, в който монахините напускат манастира, за да се установят в Куорнье, като вземат със себе си статуята на Мадоната. В документа се казва, че когато започват да махат статуята, в църквата настъпва дълбок мрак, а лицето на статуята побледнява силно. Множеството вярващи (някои от които подписват въпросния документ като свидетели) са поразени от голям страх и вярват, че Мадоната по чудодеен начин проявява волята си, която веднага е изпълнена, т.е. статуята да бъде оставена на мястото си.
Бенедиктинските монахини са заменени от Малките братя на Свети Франциск от Асизи, които постепенно разширяват светилището: през 1620 г. напълно преустройват църквата. Започвайки от 1712 г., те започват изграждането на религиозния път на Кръстния път с неговите 13 параклиса, разположени около върха на хълма.
Славата на чудодейните сили на статуята на Богородица нараства до такава степен, че през 1788 г. Ватиканският капитул признава нейната свръхестествена добродетел. Днес галерията от картини и оброчни сърца, разположени до светилището в залите, създадени по време на реставрационните работи на покрива, представлява значително свидетелство за специалната популярна преданост към Мадоната от Белмонте.
След несгодите на Наполеоновия период църквата е напълно обновена между 1873 и 1876 г. от К. Ревильо дела Венерия в трезвата елегантност на романско-ломбардския стил. През 1888 г. фасадата придобива сегашния си вид благодарение на архитекта Карло Чепи, със стенописи на тимпана от Джакомо Гросо. От същия период датира изграждането на пилоните с мистериите на Молитвената броеница по павирания път, който свързва Валперга със светия хълм.
През 1960 г. на най-високата точка на хълма е поставена внушителна статуя на Свети Франциск –бронзова творба на скулптора Джовани Воляци от Верчели, висока 4,50 метра и тежаща един тон. Поставен под закрилата на системата от защитени територии на региона Пиемонт, през 2003 г. Комитетът за световно наследство на ЮНЕСКО вписва Белмонте, заедно с другите основни свети хълмове на Ломбардия и Пиемонт, в Списъка на обектите на световното наследство.

### Пожар от 2019 г.
На 25 март 2019 г. голям горски пожар със злонамерен произход поставя светилището Белмонте в сериозна опасност, пресичайки площ от 400 хектара, унищожавайки голяма част от защитената зона на хълма. 5 семейства са евакуирани от съображения за безопасност, тъй като огънят, подпомогнат от силните ветрове, достига подножието на свещения хълм през нощта, точно до домовете. Високите пламъци, които на някои места дори отминават пътя, който се надява да служи като противопожарна просека, включват повече от сто мъже, включително пожарникари и доброволци на AIB, които успяват да запазят структурата, обект на световното културно наследството на ЮНЕСКО.
Някои все още активни незначителни огнища остават под наблюдение и след това са потушени на 26 март.

## Описание
Светият хълм на Белмонте съчетава артистичен интерес със своя забележителен натуралистичен, исторически и религиозен интерес, въпреки че не достига височините на други свети хълмове в Пиемонт (предимно този на Варало). 13-те параклиса се развиват по кръгова пътека на върха на хълма, с кръгъл маршрут, който започва от светилището и се връща там. В тях се намират статуи и фрески със сцени от Страстите Христови. Реставрациите, които започнаха през 1998 г., изваждат на бял свят оригиналните стенописи и възстановява статуите, дело на керамисти от близкия град Кастеламонте. Сред стенописите забележителен е този, посветен на Исус, прикован на кръста, създаден с леко и деликатно докосване от художник от Ломбардската школа през 1711 г.
В църквата може да се види статуята на Мадоната на трона, изваяна заедно със стола в един дървен блок и поставена в ниша със златна рамка. Произведението от неизвестен художник е създадено преди 1600 г.
В тимпана на фасадата стенописът на художника Джакомо Гросо (един от най-значимите торински художници от края на XIX и началото на XX век) изобразява Мадоната от Белмонте с крал Ардуин, Свети Франциск от Асизи и коленичили отстрани ѝ други светци.

## Галерия с изображения
- Път от Валперга до Светия хълм (стълбове с мистериите на Молитвената броеница)
- Фасада на светилището
- Статуи на Параклиса на Исус прикован на кръста
- Статуи на параклиса на Свалянето от кръста